# Sfasferia
Sfasferia (łac. Sfasferiensis) – stolica historycznej diecezji w Cesarstwie rzymskim, w prowincji Mauretania Cezarejska. Współcześnie w północnej Algierii.

## Biskupi tytularni
| Lp. | Biskup                        | Funkcja                                    | Od               | Do               |
| --- | ----------------------------- | ------------------------------------------ | ---------------- | ---------------- |
| 1   | Antonio Silvio Zocchetta      | wikariusz apostolski Mogadiszu (Somalia)   | 16 lutego 1968   | 22 stycznia 1973 |
| 2   | Jean-Baptiste Outhay Thepmany | wikariusz apostolski Savannakhet (Laos)    | 10 lipca 1975    | 19 marca 1998    |
| 3   | Michael Gorō Matsuura         | biskup pomocniczy Osaki (Japonia)          | 19 kwietnia 1999 | 29 marca 2015    |
| 4   | Simon Poh Hoon Seng           | biskup pomocniczy Kuching (Malezja)        | 9 lipca 2015     | 4 marca 2017     |
| 4   | Job Koo Yo-bi                 | biskup pomocniczy Seulu (Korea Południowa) | 28 czerwca 2017  |                  |